# Чемпионат России по греко-римской борьбе 2007
Чемпионат России по греко-римской борьбе 2007 года прошёл в Новосибирске 29 июня — 1 июля во Дворце спорта Новосибирского государственного технического университета.

## Медалисты
| Категория | Золото                            | Серебро                               | Бронза                                                        |
| --------- | --------------------------------- | ------------------------------------- | ------------------------------------------------------------- |
| до 55 кг  | Максим Мордовин Иркутская область | Максим Токарев Новосибирская область  | Сергей Петров Пермский край Назир Манкиев Красноярский край   |
| до 60 кг  | Ислам Альбиев Москва              | Вячеслав Джасте Краснодарский край    | Аслан Абдуллин Москва Иван Куйлаков Тверь, Новосибирск        |
| до 66 кг  | Иван Болотов Новосибирск          | Сергей Коваленко Санкт-Петербург      | Амбако Вачадзе Москва Арунат Кучинов Омск                     |
| до 74 кг  | Евгений Попов Новосибирск         | Тимур Малинин Москва                  | Сергей Кунтарев Курган Адлан Муртазалиев Санкт-Петербург      |
| до 84 кг  | Дмитрий Оралов Красноярский край  | Евгений Богомолов Новосибирск         | Евгений Строганов Мордовия Виталий Роганин Краснодарский край |
| до 96 кг  | Василий Теплоухов Новосибирск     | Асланбек Хуштов Красноярский край     | Сергей Манвелян Краснодарский край Денис Мишин Мордовия       |
| до 120 кг | Александр Черниченко Москва       | Александр Анучин Новосибирск, Воронеж | Антон Ботев Омск Хасан Бароев Москва, Северная Осетия         |

## Командный зачёт

### По федеральным округам
1. Сибирский федеральный округ;
2. Москва;
3. Приволжский федеральный округ.

### По регионам
1. Новосибирская область;
2. Красноярский край;
3. Краснодарский край.

## Специальные призы
- «За лучшую технику» — Иван Болотов (Новосибирск);
- «За волю к победе» — Александр Черниченко (Москва);
- «За объективное судейство» — судья международной категории Юрий Буханов (Набережные Челны).